# Требош
Требош или Требуш (на македонска литературна норма: Требош; на албански: Treboshi) е село в Северна Македония, в община Желино.

## География
Селото е разположено в областта Долни Полог.

## История
В края на XIX век Требош е смесено село в Тетовска каза на Османската империя. Андрей Стоянов, учителствал в Тетово от 1886 до 1894 година, пише за селото:
| „ | С. Требушъ. — На църковището българитѣ колятъ курбанъ на Петковдень. | “ |

Църквата „Свети Атанасий“ е от XIX век.
Според статистиката на Васил Кънчов („Македония. Етнография и статистика“) от 1900 година Требуш е село, населявано от 80 жители българи християни и 130 цигани.
Цялото християнско население на селото е под върховенството на Българската екзархия. По данни на секретаря на екзархията Димитър Мишев („La Macédoine et sa Population Chrétienne“) в 1905 година в Требош има 56 българи екзархисти.
Според Афанасий Селишчев в 1929 година Требош е село в Шемшевска община в Долноположкия срез и има 15 къщи със 114 жители българи и цигани.
Според преброяването от 2002 година селото има 2388 жители.
| Националност | Всичко |
| македонци    | 7      |
| албанци      | 2372   |
| турци        | 0      |
| роми         | 0      |
| власи        | 0      |
| сърби        | 1      |
| бошняци      | 0      |
| други        | 8      |